# Time of Your Life (chanson)
Pour les articles homonymes, voir Time of Your Life.
Time of Your Life est une courte chanson utilisée par la célèbre marque de boissons Pepsi pour promouvoir son cola en 2006.
Mariah Carey a accepté, parmi d'autres (entre autres Britney Spears, Beyoncé ou Christina Aguilera) de tourner une pub chacune d'une bonne minute.
Time of Your Life a donc été utilisé comme sonnerie de portable offerte par Pepsi.